# Молочний страйк

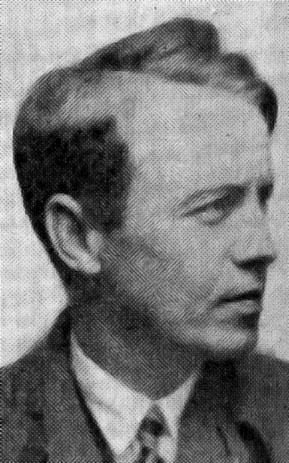
Вігго Ганстеен — один з лідерів Об'днання профспілок Норвегії. Розстріляний у зв'язку з молочним страйком

Молочний страйк (норв. Melkestreiken) — непідготовлена акція протесту робітників Осло у вересні 1941 року. Причиною страйку стали перебої і складності з поставками продуктів харчування, з якими зіткнулися мешканці Норвегії після окупації країни військами вермахту. Становище із забезпеченням населення країни продуктами ставало все більш неприйнятним, а коли 8 вересня 1941 року робітники не отримали належне їм молоко на своїх підприємствах, то вони, не змовляючись, розгорнулися, покинули свої робочі місця і розійшлися по домівках.
На наступний день, 9 вересня, у страйку взяли участь близько 25 000 робітників Осло. Ще за місяць до страйку німецька адміністрація на чолі з рейхскомісаром Йозефом Тербовеном заявила, що будь-який страйк приведе до введення надзвичайного стану, а підбурювачі підлягатимуть суду військовим трибуналом.
Коли страйк став доконаним фактом, окупаційна влада негайно заарештували голову робітничого об'єднання Рольфа Вікстрема та адвоката і фактичного керівника об'єднання профспілок Норвегії Вігго Ганстеена. Заарештовані були швидко засуджені до смертної кари, і вирок був приведений у виконання вже 10 вересня 1941 року. Інші діячі профспілкового руху: Людвік Буланд, Йозеф Ларссон і Гаррі Вестлі були також засуджені до смерті, але смертну кару їм встигли замінити на довічне тюремне ув'язнення з примусовою трудовою повинністю. Буланд і Вестлі не пережили неволі в німецькому таборі.
Молочний страйк призвів до того, що лідери профспілкового руху Норвегії перейшли на нелегальне становище, а профспілкове об'єднання Норвегії (AFL, в даний час LO) було розколоте. Офіційно профспілки Норвегії були взяті під крило Національної єдності — націоналістичної партії Норвегії на чолі з Відкуном Квіслінгом. Керівник об'єднання профспілок Норвегії Єнс Танген відсторонюється від виконання своїх обов'язків, і замість нього на цю посаду призначається член Національної єдності Одд Фоссум.